# Werner Kloos
Werner Kloos (* 23. November 1909 in Friedberg (Hessen); † 26. Juni 1990 in Bremen) war ein deutscher Kunsthistoriker, Museumsdirektor und Denkmalpfleger.

## Leben
Nach dem Besuch des Gymnasiums in Darmstadt studierte Kloos Kunstgeschichte, Archäologie und mittelalterliche Geschichte in Frankfurt, Freiburg, Wien und München. Er wurde über ein Thema zur mittelalterlichen Kunst promoviert und volontierte dann zunächst am Landesmuseum in Darmstadt. Anschließend war er Assistent und Kustos und ab 1941 Leiter der Hamburger Kunsthalle. Zum 1. Mai 1933 war er der NSDAP beigetreten (Mitgliedsnummer 3.205.754) und schloss sich auch der SS an. Maike Bruhns schreibt: „Kloos (…), als überzeugter Nazi, ächtete die Werke jüdischer Künstler und ausländischer Maler, veräußerte beispielsweise 1940 Liebermann-Bilder aus dem Bestand der Kunsthalle und grenzte wiederholt nichtdeutsche Kunst aus.“ Zwischenzeitlich wurde er zum Kriegsdienst eingezogen und geriet in Kriegsgefangenschaft.
Ab 1948 arbeitete Kloos als freischaffender Autor, bevor er 1953 Direktor des Focke-Museums in Bremen wurde. Dort förderte er dessen Ausbau. Ein neues Gebäude wurde 1964 eingeweiht. Er war zugleich auch von 1952 bis 1972 Landesdenkmalpfleger in Bremen.
Kloos verfasste mehrere Arbeiten zur Bremer Kulturgeschichte und auch ein Bremer Lexikon, das ab 1977 in drei Auflagen erschien. 1974 trat er in den Ruhestand.
1990 starb er in Bremen.

## Schriften (Auswahl)
- Die Bremerin. Ein Almanach von Werner Kloos – Porträts und Illustrationen aus den Sammlungen des Focke-Museums. Schünemann, Bremen 1965. 2. Auflage 1980.
- Heinz Lilienthal. Werdegang und Werk. Gestaltung in Glas, Stein und Metall. Schünemann, Bremen 1985, ISBN 3-7961-1764-3.
- mit Hans Scheidulin und Jürgen Wittstock: Alte Kirchen in und um Bremen. Kunstschätze im Weserraum. Schünemann, Bremen 1989, ISBN 3-7961-1804-6.
- Schönes altes Bremen. In Stichen und Lithographien. Schünemann, Bremen 1992, ISBN 3-7961-1815-1
- Bremer Lexikon. Ein Schlüssel zu Bremen. Hauschild, Bremen 1977.
  - 3. überarbeitete Auflage von Reinhold Thiel: Bremer Lexikon. Ein Schlüssel zu Bremen. Hauschild, Bremen 1997, ISBN 3-931785-47-5.